# 武五百建命
武五百建命（たけいおたけのみこと、たけいおたつのみこと、生没年不詳）は古墳時代の豪族で初代科野国造。「国造本紀」では建五百建命と記される。

## 概要
『先代旧事本紀』「国造本紀」には神八井耳命の孫で崇神朝に科野国造に任じられたと伝わる。これに関連して、武五百建命は科野大宮社を創建したという伝承がある。

## 系譜
武五百建命は神八井耳命の孫とされる。

## 祀る神社
- 二子神社（長野県上田市上田）
- 須々岐水神社　境内　祝神社（長野県千曲市屋代）
- 唐崎神社（長野県千曲市雨宮）